# Eördögh István (író)
Lászlófalvai Eördögh István (Eördegh; Acsád, 1824 – Pest, 1842. április 12.) költő, író.

## Élete
Vagyonos család sarja volt, tanult Debrecenben, Nagyváradon és Pesten. 18 éves korában halt meg.

## Művei
- Corday Charlotte, eredeti dráma 4 szakaszban Buda, 1841. (Színműtár II. 2. sz.)
- Nő és királyné, eredeti dráma 3 felvonásban Uo. 1842. (Színműtár III. 2.)

Első figyelmet keltett munkája Robespierre címmel a Nemzeti Almanachban jelent meg (1841), ugyanott jelent meg Regnault család című elbeszélése és halála előtt egy hónappal írt levele atyjához; az Athenaeumba is írt verset és elbeszélést Camoens címmel (1841–42).